# غسل مس میت
غسل مس میت، از غسل‌های واجبی است که به سبب تماس با مرده لازم آید.
البته حکم غسل مس میت مخصوص مسلمانان است

## چگونگی واجب شدن
اگر انسان (به ویژه پزشکان و پرستاران و کارمندان بخش‌های مراقبت‌های ویژه بیمارستان‌ها) بدن انسان مرده‌ای را که سرد شده و غسل داده شده نیست لمس و مس کنند و حتی جایی از بدن خود را به بدن او برسانند باید غسل «مس میت» کنند.

### شرایط واجب شدن
اگر بدن شخص زنده‌ای به بدن انسان مرده‌ای برخورد کند، با چند شرط بر او غسل مس میّت لازم می‌شود، این شرایط عبارتند از:
- آن جسد، جسد شهید نباشد (شهیدی که غسل ندارد).[۲]
- کسی که کشتن او به خاطر رجم یا قصاص واجب شده و قبلاً خودش غسل کرده نباشد.[۲]
- بچه سقط شده‌ای نباشد که هنوز چهار ماهش تمام نشده‌است.[۳]
- بدن میّت سرد شده باشد.[۳]
- بدن میّت را غسل نداده باشند؛ یعنی سه غسلش تمام نشده باشد.[۳]
- موی خود را به بدن میّت و همچنین بدن یا موی خود را به موی میّت نرسانده باشد در غیر اینصورت غسل لازم ندارد.
- اگر از انسان عضوی جدا شده، بایستی هم گوشت و هم استخوان با هم باشد، اگر قسمتی از بدن کسی از او جدا شود یا خود او مرده‌است یا زنده، اگر مرده باشد یا بدنش را غسل داده‌اند یا نداده‌اند، اگر مرده باشد و بدنش را غسل داده باشند، که لمس آن عضو غسل ندارد، و اگر از مرده‌ای باشد که هنوز بدنش را غسل نداده‌اند، یا آن عضو از اعضایی است که اگر متصل هم بود و مسح می‌شد، غسل مس میّت لازم نبود (مانند موها)، یا از اعضای دیگر است، اگر صورت اول باشد(موها) غسل لازم نیست و اگر صورت دوم باشد، غسل مسّ میّت لازم است و اگر قسمت جدا شده، از انسانی باشد که خود زنده‌است، سه صورت دارد: یا گوشت تنهاست یا استخوان تنها (مانند دندان) یا گوشت و استخوان هر دو با هم است که در صورت سوم مسّ آن غسل دارد و اما دو صورت قبل غسل مسّ میّت ندارد.[۴]

## چگونگی انجام
غسل مس میت را به دو صورت می‌توان انجام داد:
- اول: ترتیبی
- دوم: ارتماسی

در غسل ارتماسی باید بدن پاک باشد ولی در غسل ترتیبی پاک بودن تمام بدن لازم نیست و اگر تمام بدن نجس باشد و هر قسمتی را پیش از غسل دادن آن قسمت آب بکشد کافی است.

### غسل ترتیبی
در غسل ترتیبی باید به نیت غسل، نخست سر و گردن، و سپس نیمهٔ راست بدن از گردن تا کف پا و دست راست و بعد نیمهٔ چپ بدن از گردن تا کف پا و دست چپ را بشوید..

### غسل ارتماسی
در غسل ارتماسی ، باید آب در یک لحظه، تمام بدن را بگیرد. پس اگر به نیت غسل ارتماسی در آب فراوانی مانند استخر فرو رود.